# GAC Honda
GAC Honda Automobile Co., Ltd. — совместное предприятие по производству автомобилей GAC Group (Guangqi) и Honda со штаб-квартирой в Гуанчжоу, провинция Гуандун.

## История
Предприятие GAC Honda было основано 7 мая 1998 года в роли преемника Guangzhou Peugeot Automobile Company. В марте 1999 года компания представила первую модель — американскую версию Accord.
Начиная с 2009 года, GAC Honda поставляет автомобили в другие страны при помощи морского транспорта, сокращая расстояния вторичной транспортировки и транспортные потери, а также соблюдая экологическую ответственность. Также используются автомобильный и железнодорожный транспорт.
В мае 2024 года компания Honda начала сокращать производственную рабочую силу в Китае.

## Everus
Everus (Li Nian; кит. 理念) — первое подразделение GAC Honda, работающее только в Китае. Бренд ориентирован на потребителей во внутренних городах, таких как Чаочжоу и Ланьчжоу. Конкурентами являются Dongfeng Nissan и Venucia.
Первая модель Everus, S1, была представлена в 2010 году в Гуанчжоу. Прародителем стал Honda City.

## Награда за обслуживание клиентов
Согласно J.D. Power, компания GAC Honda заняла самое высокое место по удовлетворённости клиентов.

## Текущий модельный ряд

### Everus
- VE-1
- EA6

### Honda
- Accord
- Avancier
- Breeze
- Crider
- Fit
- Integra
- Odyssey
- Vezel
- ZR-V
- e:NP1
- e:NP2
- Ye P7

## Модели, снятые с производства

### Everus
- Everus S1 (2010—2013)

### Honda
- Crosstour (2010—2015)
- City (2004—2019)

### Acura
- CDX (2016—2022)
- RDX (2019—2022)
- TLX-L (2014—2020)

## Галерея
- Honda Fit
- Honda Crider
- Honda Accord
- Honda Vezel
- Honda Breeze
- Honda Avancier
- Honda Odyssey
- Everus VE-1
- GAC-Honda EA6
- Honda ZR-V
- Honda Integra
- Honda ZR-V eHEV
- Honda e:NP1
- Honda e:NP2

### Модели, снятые с производства
- Honda City
- Honda Crosstour
- Everus S1
- Acura TLX-L
- Acura CDX
- Acura RDX